# Argyrochosma dealbata
Argyrochosma dealbata là một loài thực vật có mạch trong họ Adiantaceae. Loài này được (Pursh) Windham miêu tả khoa học đầu tiên năm 1987.